# Бобошево (община)
Бобошево (болг. Община Бобошево) — община в Болгарии. Входит в состав Кюстендилской области. Население составляет 3295 человек (на 21.07.05 г.).

## Состав общины
В состав общины входят следующие населённые пункты:
1. Бадино
2. Блажиево
3. Бобошево
4. Висока-Могила
5. Вуково
6. Доброво
7. Каменик
8. Скрино
9. Слатино
10. Сопово
11. Усойка
12. Циклово